# A magyar női labdarúgó-válogatott mérkőzései 1989-ben
A magyar női labdarúgó-válogatott  az év során összesen hat mérkőzést vívott, ebből kettő Európa-bajnoki-selejtező volt. A mérleg: két győzelem, egy döntetlen és három vereség. Az 1989. október 28-i Bulgária–Magyarország Európa-bajnoki mérkőzés eredményét az MLSZ megóvta, mert a bolgár csapat, szabálytalanul, három cserét hajtott végre. Az UEFA a szabályok értelmében 3–0-s eredménnyel javunkra igazolta a találkozót.
Szövetségi kapitány:
- Eipel Ferenc

## Mérkőzések
| 28. mérkőzés 1989. április 23. | Magyarország                                     | 6 – 0             | Bulgária | Ózd Nézőszám: 1 000 Játékvezető: Kurmai Zoltán (HUN) |
| 28. mérkőzés 1989. április 23. | Nagy T. 12' Főfai 15' 20' 26' Till 24' Bárfy 59' | (5 – 0) Részletek |          | Ózd Nézőszám: 1 000 Játékvezető: Kurmai Zoltán (HUN) |

| 29. mérkőzés 1989. május 21. | Csehszlovákia      | 2 – 1             | Magyarország | Trencsén Nézőszám: 1 000 Játékvezető: Trisznyák |
| 29. mérkőzés 1989. május 21. | Novaková Haniaková | (0 – 0) Részletek | Agócs        | Trencsén Nézőszám: 1 000 Játékvezető: Trisznyák |

| 30. mérkőzés 1989. szeptember 16. | Magyarország | 1 – 1             | Svájc  | Kalocsa Nézőszám: 2 000 |
| 30. mérkőzés 1989. szeptember 16. | Agócs        | (1 – 0) Részletek | Sauter | Kalocsa Nézőszám: 2 000 |

| 31. mérkőzés 1989. szeptember 24. | Magyarország | 0 – 0 | Lengyelország | Mezőkövesd Nézőszám: 1 800 Játékvezető: Bognár István (HUN) |
| 31. mérkőzés 1989. szeptember 24. | Részletek    |       |               | Mezőkövesd Nézőszám: 1 800 Játékvezető: Bognár István (HUN) |

| 32. mérkőzés 1989. október 1. Eb-selejtező | NSZK      | 0 – 0 | Magyarország | Straubing Nézőszám: 3 500 Játékvezető: Arturo Martino (SUI) |
| 32. mérkőzés 1989. október 1. Eb-selejtező | Részletek |       |              | Straubing Nézőszám: 3 500 Játékvezető: Arturo Martino (SUI) |

| 33. mérkőzés 1989. október 28. Eb-selejtező | Bulgária                          | 3 –3              | Magyarország                             | Blagoevgrad Nézőszám: 5 500 Játékvezető: Dragiša Komadinić (YUG) |
| 33. mérkőzés 1989. október 28. Eb-selejtező | Kaszabova ?' (11-esből) Kovacseva | (3 – 1) Részletek | Kiss Lászlóné ?' (11-esből) Bárfy Vrábel | Blagoevgrad Nézőszám: 5 500 Játékvezető: Dragiša Komadinić (YUG) |